# Ернестина Салентина фон Зайн-Витгенщайн
Ернестина Салентина фон Зайн-Витгенщайн (на немски: Ernestina Salentina Gräfin zu Sayn-Wittgenstein; * 23 април 1626, Хахенбург; † 13 октомври 1661) е графиня от Зайн-Витгенщайн-Зайн, наследничка на частта Хахенбург на Графство Зайн, графиня на Зайн-Хахенбург (1648 – 1661) и чрез женитба графиня на Мандершайд–Бланкенхайм.

## Произход
Тя е най-голямата дъщеря на граф Ернст фон Зайн-Витгенщайн (1594 – 1632) и съпругата му графиня Луиза Юлиана фон Ербах (1603 – 1670), дъщеря на граф Георг III фон Ербах (1548 – 1605) и четвъртата му съпруга графиня Мария фон Барби-Мюлинген (1563 – 1619).
По-малката ѝ сестра Йоханета (Йохана) (1632 – 1701) се омъжва на 27 септември 1647 г. за ландграф Йохан фон Хесен-Браубах (1609 – 1651) и втори път на 29 май 1661 г. за херцог Йохан Георг I фон Саксония-Айзенах (1634 – 1686).

## Фамилия
Ернестина Салентина фон Зайн-Витгенщайн се омъжва на 13 октомври 1651 г. в Хахенбург за граф Салентин Ернст фон Мандершайд-Бланкенхайм (* 16 август 1630; † 18 февруари 1705), син на граф Йохан Арнолд фон Мандершайд-Бланкенхайм (1606 – 1644) и графиня Антония Елизабет фон Мандершайд-Геролщайн (1607 – 1638). Те имат децата:
- Анна Луиза (* 11 април 1654; † 23 април 1692, погребана в Хадамар), омъжена на 24 октомври 1675 г. в Хахенбург за княз Мориц Хайнрих фон Насау-Хадамар (* 24 април 1626, Хадамар; † 24 януари 1679, Хадамар)
- Максимилиан Йозеф Фердинанд (* 30 април 1655; † 1675, Рим)
- Анна Салома (* ок. 1656; † 8 декември 1739)
- Франциска Елеонора Клара (* 4 февруари 1657; † 30 септември 1714), омъжена на 4 октомври 1678 г. за граф Антон Леополд фон Пьотинг-Рабенщайн († 2 октомври 1703)
- Магдалена Кристина (* 15 март 1658; † 19 октомври 1715, Хахенбург), омъжена на 7 септември 1673 г. в Маркзул за бургграф Георг Лудвиг фон Кирхберг, граф фон Хахенбург (* 12 февруари 1626, Фарнрода; † 15 юли 1686, Фарнрода)
- Салома София Урсула (* 1659; † 29 юни 1678), омъжена на 10 септември 1675 г. в Хахенбург за граф Лудвиг Фридрих фон Вид (* 1 април 1656; † 1 ноември 1709, Мариенхаузен)
- Юлиана Маргарета (* ок. 1661; † пр. 5 февруари 1674)

Вдовецът ѝ Салентин Ернст фон Мандершайд-Бланкенхайм се жени втори път на 12 декември 1662 г. за протестантката Юлиана Кристина Елизабет фон Ербах-Ербах (1641 – 1692).